# Henri Ier de Bade-Hachberg
Henri Ier de Bade (né avant 1190 et mort le 2 juillet 1231), plus tard margrave de Bade-Hachberg, était avec son frère Hermann V de Bade margrave de Vérone et de Bade. Il est le fondateur de la lignée des margraves de Bade-Hachberg.

## Biographie
Henri Ier était le fils d'Hermann IV de Bade et de Berthe de Tübingen. Il débuta en politique aux côtés de son frère Hermann V. Cependant il détacha en 1212 un territoire du margraviat de Bade et en devint le souverain, s'attribuant le titre de margrave de Bade-Hachberg. Il existe peu de sources aujourd'hui qui fournissent des informations sur la vie et les actions d'Henri Ier, il est mentionné pour la première fois en 1212. Son margraviat était malheureusement sujet aux conflits, et conduisit à de nombreux incidents territoriaux. 
En 1218, Henri reçut de l'empereur Frédéric II le landgraviat de Brisgau après la mort de Bertold V, dernier membre de la lignée des landgraves de Brisgau.
Henri a été enterré à l'église de l'abbaye de Tennenbach dont la construction avait été soutenue pas le Bade-Hachberg. 

### Mariage et descendance
Henri épousa Agnès d'Urach, l'une des filles du comte Egon IV d'Urach et d'Agnès de Zähringen, fille de Bertold, qui deviendra régente en 1231 pendant la minorité de son premier fils. De l'union d'Henri et d'Agnès d'Urach naquirent :
- Henri II, qui lui succéda comme margrave de Bade-Hachberg ;
- Werner, chanoine à Strasbourg ;
- Herman.

## Sources
- (de) Cet article est partiellement ou en totalité issu de l’article de Wikipédia en allemand intitulé « Heinrich I. (Baden-Hachberg) » (voir la liste des auteurs).
- (de) Johann Christian Sachs, Einleitung in die Geschichte der Marggravschaft und des marggrävlichen altfürstlichen Hauses Baden, Tome Premier, 1764, pages 387 à 397, Francfort et Leipzig.